# Boom Boom Kid
Boom Boom Kid es una banda de rock alternativo, con influencias de rockabilly, psychobilly, hardcore y punk psicodélico. Originaria de Buenos Aires, Argentina, es un proyecto solista de Carlos Rodríguez, anteriormente conocido como Nekro y líder de la banda Fun People entre 1989 y 2000. Rodríguez se hace llamar "Boom Boom Kid" como nombre artístico.

## Historia

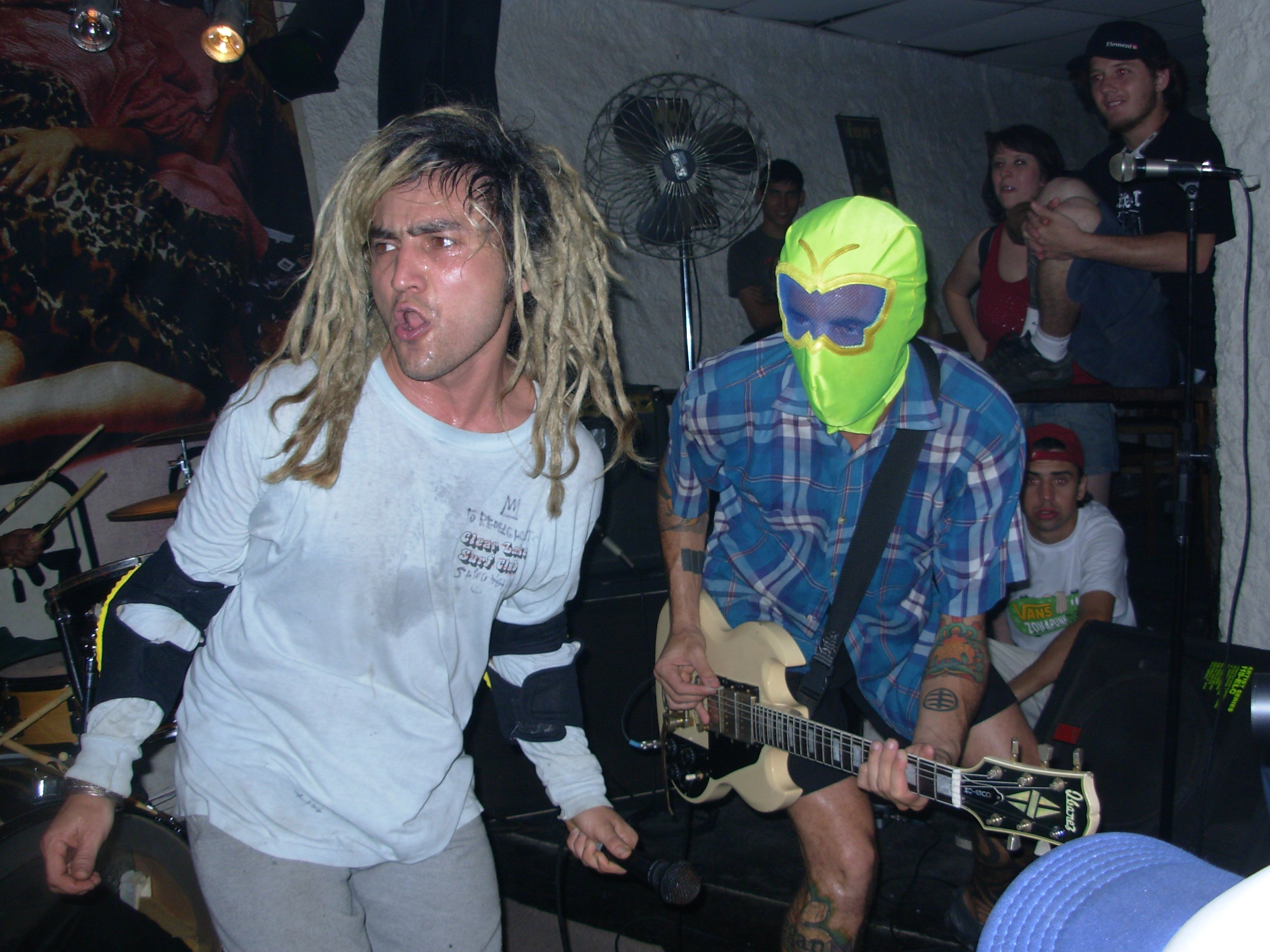
Boom Boom Kid en 2007.

Este proyecto solista comienza discográficamente con el último disco de Fun People Angustia, no, no (2000) donde se adjuntaba el sencillo de BBK "Abrazame/I Do". Posteriormente aparece el LP debut Okey Dokey (2001) y múltiples maxis y singles llenos de lados B y rarezas, continuando una constante en la carrera del cantante como fue la edición continua y en múltiples formatos de su obra que en el caso de BBK es enteramente editada (en Argentina) por su sello Ugly/LasFeos Records, sello creado por el propio Carlos.
Posteriormente lanza su segundo LP Smiles from Chapanoland (2004) y un disco que compila los sencillos y algunos lados B titulado The many, many moods of Boom Boom Kid (2005).
El alto tono de voz de Boom Boom Kid, ha sido siempre su sello característico, aunque su voz puede llegar desde lo grave más gutural, hasta los agudos más difíciles de alcanzar.

### Ugly Records
Ugly Records es la discográfica propia de Boom Boom Kid, él lanza sus álbumes a través de su propia compañía discográfica, porque se considera un amateur, y no le gustaría tener las presiones de estar en una gran discográfica. Ugly Records también ha publicado álbumes de las bandas Hardcore, entre ellas: Los Crudos, Limp Wrist y Loquero.

### Il Carlo
Boom Boom Kid ocasionalmente asume el papel de un personaje que ha llamado "Il Carlo", a fin de cantar boleros y canciones románticas. Con este nombre ha lanzado dos EP: How Lonesome Can I Be? (que llegó como un regalo en las primeras tiradas del álbum de Boom Boom Kid Okey Dokey)  y Secretos de cofrecitos hechos canción.

### Boom Vän Kinder
Este es otro proyecto solista -paralelo- con el que Boom Boom Kid cuenta, según él es un proyecto Karaoke, hecho para fiestas.
Fue grabado íntegramente en Lima (Perú) y masterizado en Buenos Aires, en 2007 bajo el título Hola, Mi Nombre Es Voon Vän Kinder.

## Discografía

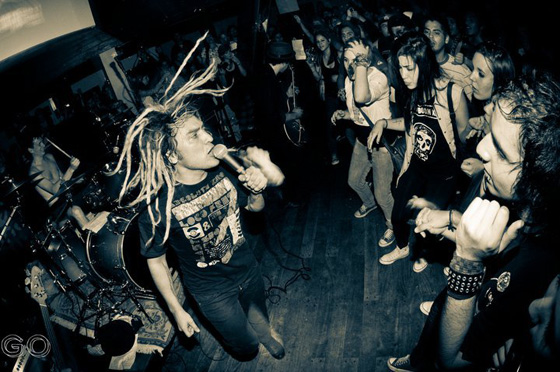
Boom Boom Kid en 2013.

### Álbumes de estudio
- Okey Dokey (2001)
- Smiles from Chapanoland (2004)
- Espontáneos Minutos De 2x2 Es 16 Odas Al Dada Tunes (2007)
- Wassabi (2007)
- Frisbee (2009)
- Muy Frisbee (2010)
- El disco del otoño (2017)
- El disco del invierno (2017)
- El disco de la primavera (2017)
- El disco del verano (2018)
- Bien-Venido: Zona De Descan-Zo (2021)

### Álbumes compilatorios
- The Many Many Moods Of Boom Boom Kid (2005)
- Colección Verano 2010 (2010, compilado español)
- Gatiho Preto Maulla 33 Faixas De Pelo Largo (2010, compilado brasileño)
- Grandfather's Poncho (2010, compilado japonés)
- Muy Frisbee (2011, compilado de outtakes de Frisbee)
- Libro Absurdo (2012, compilado de canciones grabadas entre 2002, 2003 y 2004)
- Demasiado en fiestas, sin timón y con el mono al hombro (2014, compilado de Wasabi, Espontáneos Minutos De 2x2 Es 16 Odas Al Dada Tunes, Muy Frisbee y nuevos temas)

### Sencillos (simples/maxisimples/EP)
- 2001, Abrazame / I Do
- 2001, Razones / Kitty / Du Du
- 2001, Jenny / Feliz
- 2001, Can You Hear Me?
- 2002, I Don't Mind

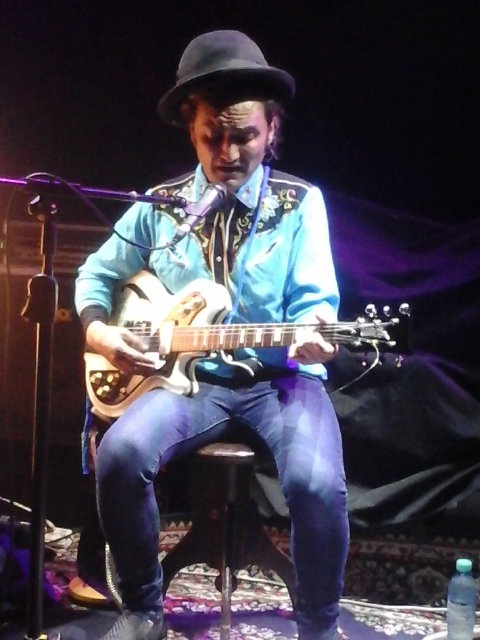
Boom Boom Kid en 2016.

- 2002, Hard - Ons / Boom Boom Kid (Slipt)
- 2004, She Runaway
- 2005, Boom Boom Kid / El Pus (Split 5")
- 2006, Con Amor Para Ricardo Valenzuela (7")
- 2007, Wasabi
- 2008, Sin Sanata Y Con El Tupé De No Callar (Single)
- 2009, Benjui Jamboree (EP)
- 2012, BBkid y su guitarra pagana
- 2014, Can you hear me?
- 2014, King of the beat
- 2015, Esa botella vacía llamada justicia
- 2015, El destino de los malditos
- 2016, Japan Session
- 2012, Dracula en Campana 1972 D.C.
- 2018, Chin! Pun!
- 2019, Pelea Callejera
- 2019, También Extrañan a Size
- 2019, Quienes son ellos?
- 2019, No Mozzies in a Kidman´s Way
- 2019, Hallowinnie Souvenir
- 2019, Poseidotica habla con Boom Boom Kid
- 2020, Estado de Sí, Tío
- 2020, El Ojo De Campana
- 2020, Un Día Nomas
- 2020, Helloboomboombastardskids!
- 2020, Como Caramelos De Propoleo
- 2021, Pei Pa Koa
- 2022, Mandala
- 2022, Souvenir Tour Europeo 2022
- 2024, Sole

## Videografía
- "Tutte Le Filmez" (2003)
- "Incendios De Un Pitecantropus Sin Iutube" (2011)